# Nazzareno Cappelli
Nazzareno Cappelli (Ancona, 26 luglio 1947) è un politico e notaio italiano.

## Biografia
Nato ad Ancona nel 1947, conseguì la laurea in giurisprudenza ed esercitò la professione di avvocato ad Ascoli Piceno dal 1976, per poi ottenere l'abilitazione di notaio nel 1982. Fu inoltre membro e socio della Fondazione Cassa di Risparmio di Ascoli Piceno.
Attivo politicamente nelle file della Democrazia Cristiana, venne eletto al consiglio comunale di Ascoli Piceno nel 1971, nel 1981, nel 1990 e nel 1995. Dal 26 giugno 1990 all'8 marzo 1994 fu assessore al bilancio nelle giunte di Carlo Mario Nardinocchi e Gino Andreani. Nel marzo 1994 venne eletto sindaco di Ascoli Piceno, ultimo sindaco democristiano della città. Alle comunali del 1995, le prime a elezione diretta del sindaco, fu candidato alla carica di primo cittadino per Forza Italia, e venne sconfitto al ballottaggio dal candidato del centro-sinistra Roberto Allevi.
Dal 1995 al 1999 fu presidente dell'Ascoli Calcio.